# Maranathakerk (Rotterdam)
De Maranathakerk is een protestants kerkgebouw aan de Hillevliet in de Zuid-Hollandse stad Rotterdam.
Nadat de Wilhelminakerk in de loop van de jaren 1920 te klein was geworden door de toestroom van kerkgangers uit de nieuw gebouwde wijken Bloemhof en Hillesluis, werd besloten een nieuwe Hervormde kerk tussen deze wijken te bouwen. B.Th. Boeijenga en R.J. Hoogeveen ontwierpen een kerk in typische interbellumarchitectuur. De kerk werd in 1930 in gebruik genomen. Sinds de sloop van een groot aantal kerken in Rotterdam in de jaren 1970, waaronder de Koninginnekerk en Wilhelminakerk beschikt de Maranathakerk over de hoogste kerktoren van Rotterdam. 
De kerk beschikt sinds 1997 over een 25-stemmig orgel van de firma Van den Heuvel. 
De kerk is in gebruik bij de Hervormde Wijkgemeente Maranathakerk, die deel uit maakt van de Protestantse Gemeente Rotterdam-Zuid. De gemeente is gelieerd aan de stroming van de Gereformeerde Bond.
Allerheiligst Hart van Jezuskerk ·
Allerheiligste Verlosserkerk ·
Andreaskerk ·
Anglicaanse kerk Rotterdam ·
Arminiuskerk ·
Bergsingelkerk ·
Boezemsingelkerk ·
Bosjeskerk · 
Breepleinkerk ·
Deense Zeemanskerk ·
Engelse Zeemanskerk ·
Franse kerk ·
Grieks-orthodoxe kathedraal van Sint-Nicolaas ·
Grote kerk ·
Hillegondakerk ·
Hoflaankerk ·
Julianakerk ·
HH. Laurentius- en Elisabethkathedraal ·
 Koninginnekerk ·
Lourdeskerk ·
Lutherse kerk ·
Maranathakerk ·
Nieuwe Zuiderkerk ·
Noorse Zeemanskerk ·
Oosterkerk ·
Oude kerk Charlois ·
Oude of Pelgrimvaderskerk ·
Paradijskerk ·
Pauluskerk ·
Petrus' Bandenkerk ·
Putsepleinkerk ·
Russische-orthodoxe kerk Rotterdam ·
St. Mary's Church (Engelse kerk) ·
Schotse Zeemanskerk ·
Sint-Agathaklooster ·
Sint-Hildegardis en Antoniuskerk ·
Sint-Ignatiuskerk ·
Sint-Laurenskerk ·
Sint-Lambertuskerk ·
Sint-Rosaliakerk ·
Stieltjeskerk ·
Synagoge Boompjes ·
Waalse Kerk ·
Westerkerk ·
Wilhelminakerk ·
Zuiderkerk ·
Zweedse Zeemanskerk